# 岐阜県川辺漕艇場

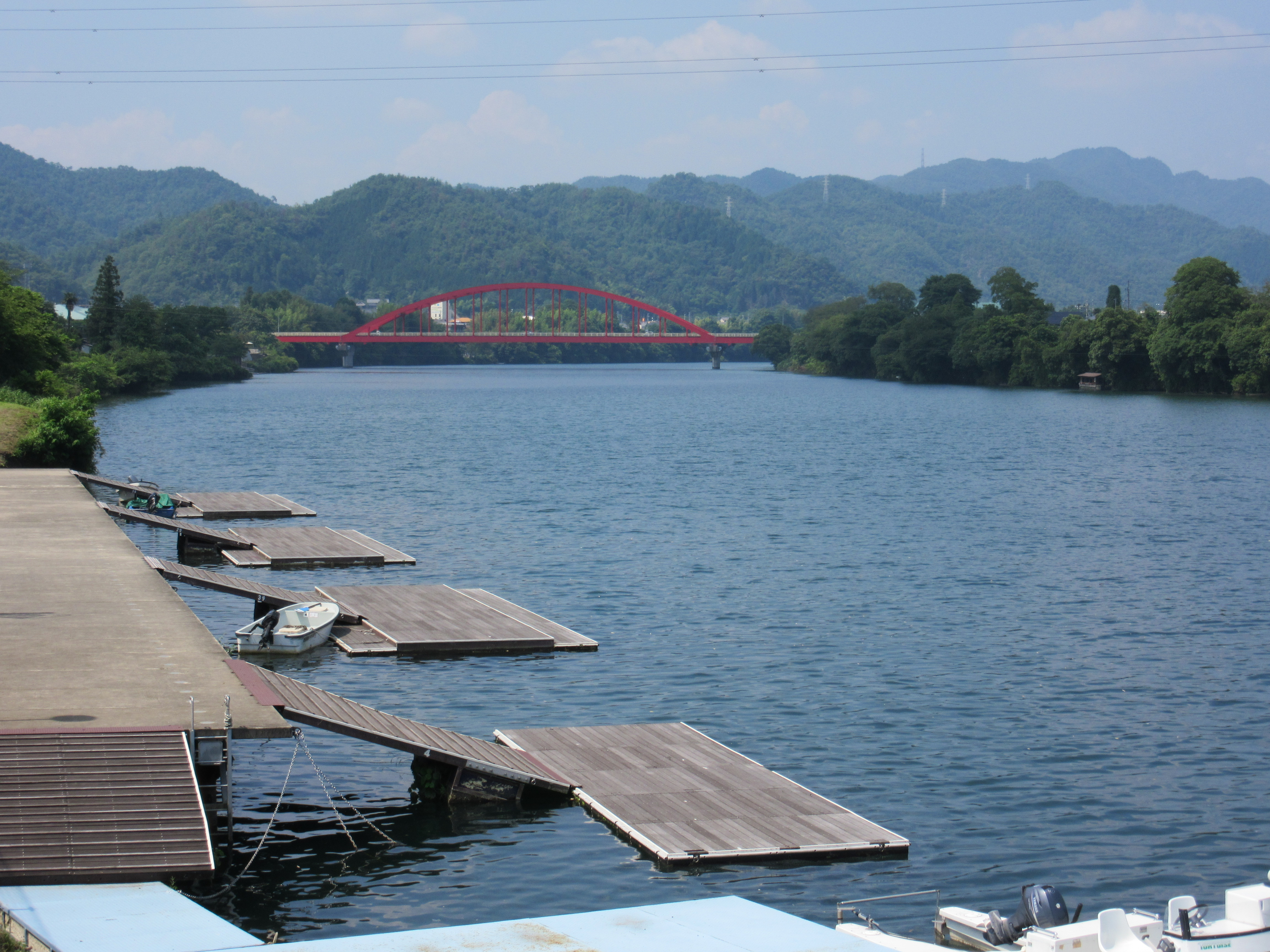
川辺漕艇場

岐阜県川辺漕艇場（ぎふけんかわべそうていじょう）は、岐阜県加茂郡川辺町にある飛騨川・川辺ダム湖を利用したローイング競技（ボート競技）のコースである。宿泊施設も備えているため合宿としての利用も多い。1970年に開場の岐阜県の施設。
年間を通して川の流れや波風がほとんど立たない絶好の条件を備えているコースで、東アジア国際大会や高校総体など多くの大会が開催されている。川辺町では川辺漕艇場を含めた川辺ダム湖を町のシンボルとして「ボート王国かわべ」のキャッチフレーズのもと町の活性化を図っている。
この漕艇場を利用して付近の学校では、ボート体験やボート部などが行われている。

## コース
- 1000m（6レーン）

## 所在地
岐阜県川辺町中川辺1675-3。飛騨川に架かる山川橋の上流一帯を占める。

## アクセス
- JR中川辺駅から徒歩約10分
- 東海環状自動車道 美濃加茂ICから約10分

## 主な活動団体
- 川辺ボート協会
- 中部電力
- ソニー美濃加茂
- 大垣共立銀行
- 岐阜経済大学
- 美濃加茂高等学校
- 岐阜県立東濃実業高等学校
- 川辺町立川辺中学校